# Бикмурзино (Оренбургская область)
Бикмурзино — посёлок в Акбулакском районе Оренбургской области. Входит в состав Мичуринского сельсовета.

## География
Посёлок расположен недалеко от районного центра — Акбулака.
Часовой пояс
Посёлок Бикмурзино как и вся Оренбургская область, находится в часовой зоне МСК+2. Смещение применяемого времени относительно UTC составляет +5:00.

## Население
| 2010 |
| ---- |
| 156  |